# 成田町警察
成田町警察（なりたまちけいさつ）はかつて存在した千葉県印旛郡成田町（現・成田市）の自治体警察。

## 歴史
終戦後の1947年9月16日付で出されたマッカーサー書簡により、警察制度は根本的な構造改革を迫られることとなった。すなわち戦前の中央集権的な警察組織を国家地方警察と中央政府から独立した自治体警察に分割することで、警察権力の地方分権化を目指したものであった。
警察制度を変える法律が国会で審議中にもかかわらず、急遽県下の自治体においては自治体警察を設置せざるを得なかった。理由として、全国に先駆けて千葉県がモデル地域として選ばれたためである。政治、経済、行政等全国的に一つの基準となる規模であるため、また東京に近く、連合国軍最高司令官総司令部（GHQ）で実施状況を把握することが容易な距離であるためであった。
警察法案によれば「市及び人口五千以上の市街的町村は、その区域において警察を維持することができる。」となっている。必ずしも、「維持することができる。」であるため、設置しなくてもいいのだが、県下においては如何を問わず設置する状況となっていた。しかし、人口五千以上の市街的町村では県下の大多数の市町村が該当するため、県では市街的町村の認定要項を策定し、県下では7市55町村に自治体警察が設置されることとなった。千葉県では警察法施行前にモデル地域の警察として1947年11月27日より自治体警察が実施される。
成田町は県の策定した認定要項に該当する町であった（当時の官報による成田町人口13,229人）。1947年11月13日モデルケースとして自治体警察成田町警察署が発足した。当初、国家地方警察成田地区警察署庁内に成田町警察署が開設された。1948年3月7日新警察制度が施行。正式に自治体警察成田町警察署が発足した。成田町警察署の建設が急務課題に昇り、成田町議会の協議の結果、町役場の近くが理想的という結論になり、蓬来閣ホテル別館跡地の空地を成田山新勝寺が買収しており、この土地が適当とされ新勝寺側に打診したところ借用協力に漕ぎ着け、1951年に成田町警察署が落成した。
しかし、自治体警察の運営は自治体が運営し、町の財政を圧迫する要因となる。全国の市町村においても同様の問題により廃止を求める声があがり始める。それに伴い、昭和26年5月「警察法一部改正する法律案」が国会に提出され、「人口五千以上の市街的町村にあっても住民投票によって警察を維持しない事ができる。」とした改正案が1951年6月12日に公布され、即日施行された。
成田町も法律の施行により町議会で成田町警察の廃止が決定し、1951年9月25日に成田町で自治体警察廃止の是非を問う住民投票が行われ、廃止賛成1,635票、廃止反対614票により廃止が決定。1951年9月30日正式に成田町警察が廃止され、同年11月1日より国家地方警察成田地区警察署に業務が編入された。
県下45の町警察は1951年9月末日までにすべて廃止された。

## 管轄区域
- 成田町全域

当時の国家地方警察成田地区警察署の管轄は安食町（現・栄町）、八生村（現・成田市）、豊住村（現・成田市）、久住村（現・成田市）、公津村（現・成田市）、中郷村（現・成田市）、遠山村（現・成田市）、富里村（現・富里市）の八ヵ町村であった。

## 沿革
- 1947年11月13日 モデルケースとして発足する。
- 1951年9月30日 廃止。

## 庁舎概要
- 1951年竣工
- 木造2階建て
- 亜鉛葺

自治体警察成田町警察署の廃止後の庁舎は、一部を改築し印旛教育会館として使用され、解体。その後、跡地に成田山新勝寺の第2信徒会館（現・成田山信徒会館）が建設され現在に至っている。